# 黄希扬
黄希扬（1985年6月14日—），出生于四川省重庆市（现重庆直辖市），中超运动员，司职中场。

## 俱乐部生涯
黄希扬出身于家乡球队重庆力帆青年队，2005赛季被提升至一线队。5月5日，他在重庆力帆0比3不敌上海申花的比赛下半场替补出场，完成联赛首秀。5月18日，他在中超杯的比赛中打进职业生涯的首个进球，帮助球队5比1击败四川冠城。黄希扬的首个联赛进球则是要等到2006年3月29日，他在3比4不敌青岛中能的比赛中替补出场，并在第85分钟打进全场比赛的最后一个进球。黄希扬在2006赛季获得不少出场机会，但未能挽回重庆力帆以联赛最后一名的成绩降入中甲联赛的命运。
从2007赛季开始，黄希扬开始确立自己在球队中的核心地位，并在2007年8月26日和北京宏登的比赛下半场首次戴上队长袖标。他在2007赛季和2008赛季为球队在中甲出场43次，进球9个，帮助球队在2008年以联赛第二名的成绩升级成功，回到中超联赛。2009赛季，由于球队队长王锴长时间受伤，黄希扬开始担任球队的队长。他在2009赛季表现出色，但重庆队再次以联赛最后一名的身份降级。刚刚获得亚冠联赛资格的河南建业有意将他引进，黄希扬也不愿意回到中甲联赛踢球，而轉投河南建业。在此期間，他上陣 2次，一共射6球，助攻1次。
。但之后中国足协开出罚单，宣布在中国足坛反赌风暴揭发的两支中超球队成都谢菲联和广州医药降级，重庆力帆得以留在中超联赛，黄希扬也因此轉投重庆力帆。在2010赛季前半段，黄希扬继续他的精彩表现，曾经在2场比赛中打进3个进球，时任重庆力帆主教练的李树斌认为“他早就该进国家队”。虽然黄希扬在2010赛季表现出色，但重庆力帆却再次降入中甲联赛。
2010年12月8日，河南建业俱乐部官方宣布和黄希扬签约，並在2011年6月18日对青岛中能的比赛中任意球直接破门，打入他在建业的处子球。
2014年9月23日，有媒体报道黄希扬因不能执行教练组战术而遭到了球队的“三停”(停赛、停薪和停训)处罚，已经近一个月没有进入比赛大名单。
2017年1月14日，中甲球队武汉卓尔官方宣布签约黄希扬。

## 国家队生涯
黄希扬曾经入选中国国青队和中国国奥队，但最终都落选球队征战2005年世界青年足球锦标赛和2008年北京奥运会的最终名单。
2011年8月，黄希扬入选国家队新任主帅卡马乔的首个集训名单，首次入选国家队备战2014年世界杯预选赛。不过他并没有在正式比赛中为国家队出场。

## 联赛上场纪录
最後更新：2014年8月24日
| 赛季 | 俱乐部   | 级别 | 国家 | 上场 | 进球 |
| ---- | -------- | ---- | ---- | ---- | ---- |
| 2005 | 重庆力帆 | 1    | 中國 | 11   | 0    |
| 2006 | 重庆力帆 | 1    | 中國 | 12   | 1    |
| 2007 | 重庆力帆 | 2    | 中國 | 20   | 5    |
| 2008 | 重庆力帆 | 2    | 中國 | 23   | 4    |
| 2009 | 重庆力帆 | 1    | 中國 | 26   | 3    |
| 2010 | 重庆力帆 | 1    | 中國 | 28   | 6    |
| 2011 | 河南建业 | 1    | 中國 | 30   | 2    |
| 2012 | 河南建业 | 1    | 中國 | 28   | 0    |
| 2013 | 河南建业 | 2    | 中國 | 29   | 2    |
| 2014 | 河南建业 | 1    | 中國 | 18   | 4    |
| 2015 | 杭州绿城 | 1    | 中國 | 21   | 0    |
| 2016 | 杭州绿城 | 1    | 中國 | 20   | 1    |